# Tênis nos Jogos Pan-Americanos de 1963
As competições de tênis nos Jogos Pan-Americanos de 1963 foram realizadas em São Paulo, Brasil. Foi a quarta edição do esporte no evento, que foi disputado para ambos os sexos.

## Medalhistas
Masculino
| Evento           | Ouro                                      | Prata                                     | Bronze                            |
| ---------------- | ----------------------------------------- | ----------------------------------------- | --------------------------------- |
| Simples detalhes | Ronald Barnes BRA Brasil                  | Mario LLamas MEX México                   | Francisco Contreras MEX México    |
| Duplas detalhes  | Ronald Barnes Carlos Fernandes BRA Brasil | Juan Arredondo Vicente Zarazúa MEX México | Thomaz Koch Iarte Adam BRA Brasil |

Feminino
| Evento           | Ouro                                             | Prata                                          | Bronze                                    |
| ---------------- | ------------------------------------------------ | ---------------------------------------------- | ----------------------------------------- |
| Simples detalhes | Maria Esther Bueno BRA Brasil                    | Yolanda Ramírez MEX México                     | Darlene Hard USA Estados Unidos           |
| Duplas detalhes  | Carolyn Caldwell Darlene Hard USA Estados Unidos | Maria Esther Bueno Maureen Schwartz BRA Brasil | Yolanda Ramírez Elena Subirats MEX México |

Misto
| Evento          | Ouro                                           | Prata                                     | Bronze                                          |
| --------------- | ---------------------------------------------- | ----------------------------------------- | ----------------------------------------------- |
| Duplas detalhes | Yolanda Ramírez Francisco Contreras MEX México | Maria Esther Bueno Thomaz Koch BRA Brasil | Darlene Hard Frank Froehling USA Estados Unidos |

## Quadro de medalhas
| Ordem | País               | Medalha de ouro | Medalha de prata | Medalha de bronze |    |
| ----- | ------------------ | --------------- | ---------------- | ----------------- | -- |
| 1     | BRA Brasil         | 3               | 2                | 1                 | 6  |
| 2     | MEX México         | 1               | 3                | 2                 | 6  |
| 3     | USA Estados Unidos | 1               |                  | 2                 | 3  |
| TOTAL | TOTAL              | 5               | 5                | 5                 | 15 |

## Ligação externa
- Jogos Pan-Americanos de 1963